# Rheiderland

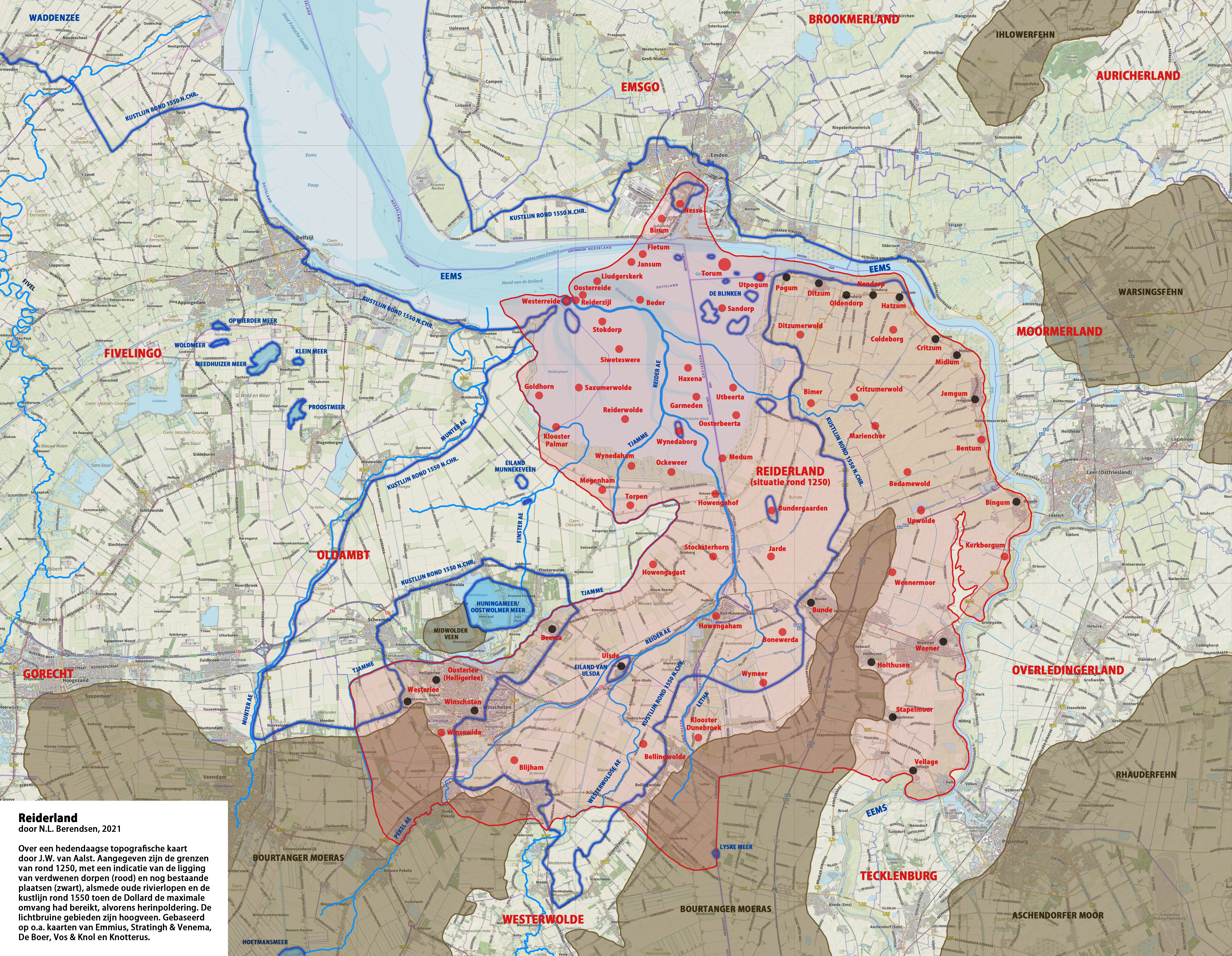
Rheiderland (röd) i nordvästra Tyskland och Reiderland i nordöstra Nederländerna

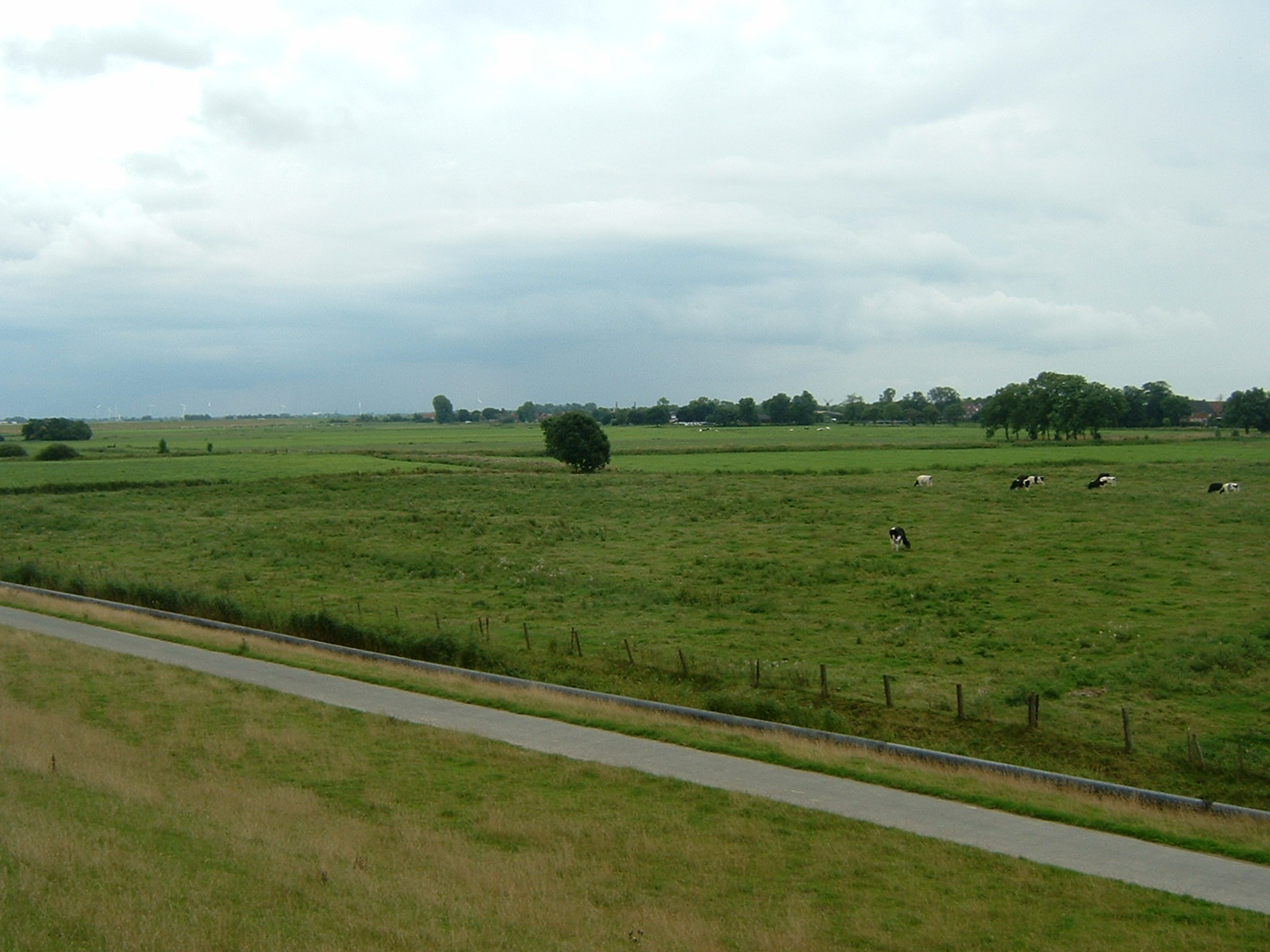
Utsikt från en skyddsvall mot havet

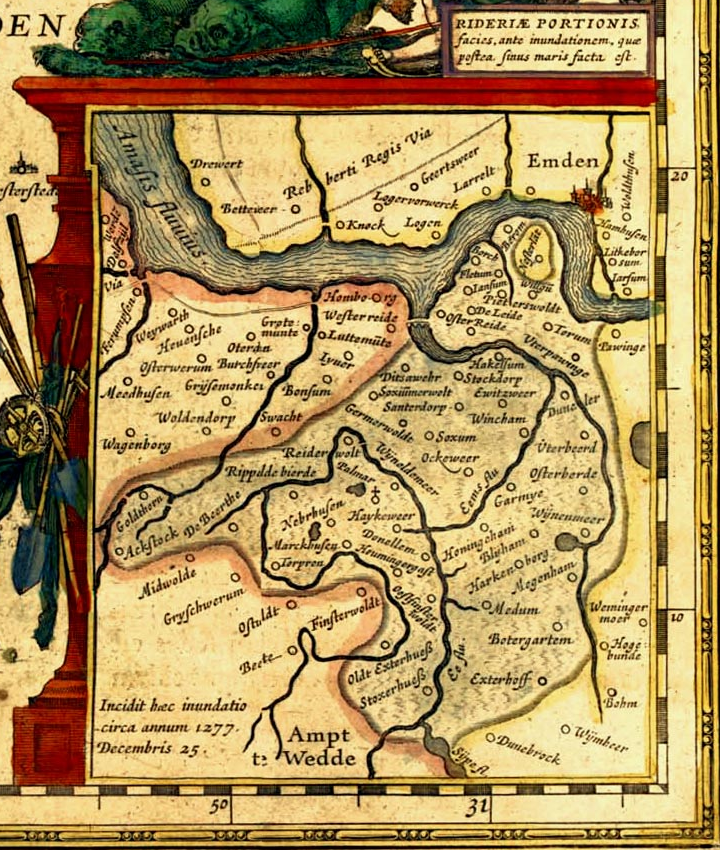
Rheiderland år 1277 innan flera byar översvämmades och försvann i havsviken Dollart

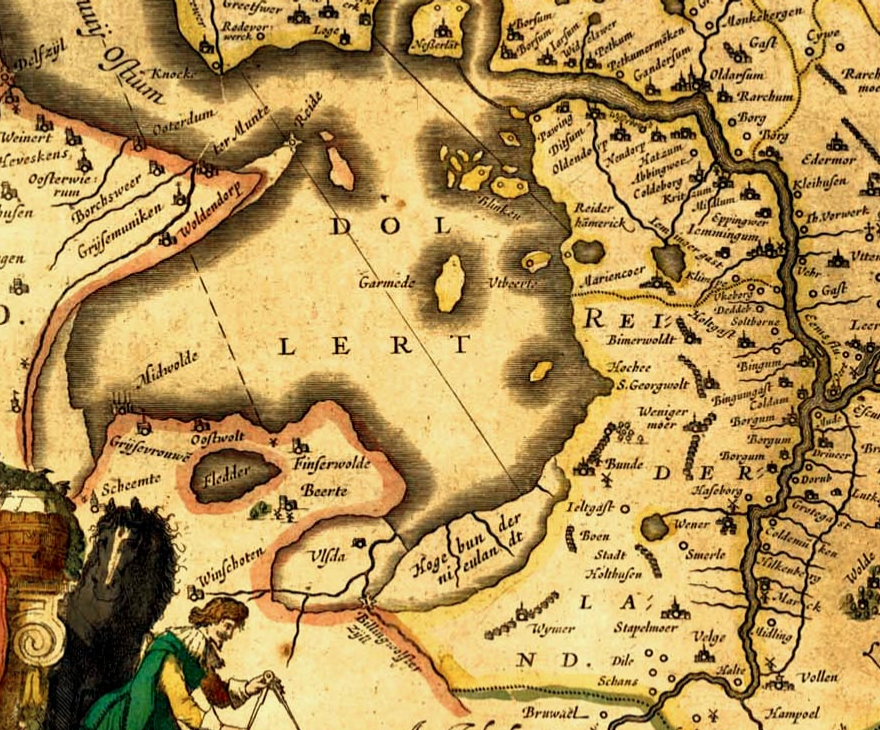
Rheiderland år 1600

Rheiderland är ett historiskt område i norra Tyskland och Nederländerna mellan floden Ems och havsviken Dollart. Den tyska delen av Rheiderland ligger i Ostfriesland, väster om Ems. Den nederländska delen, Reiderland, ligger i provinsen Groningen.

## Geografi
Liksom övriga delar av Ostfriesland är Rheiderland mycket låglänt. Området består mestadels av marskland och ligger delvis under havsnivån. 

## Historia
Rheiderland är liksom Overledingerland, Moormerland och Lengenerland ett av de fyra historiska områdena i denna del av Ostfriesland (distriktet Leer).
Rheiderland blev tidigt en del av frisernas rike. I mitten på 1300-talet ledde stormfloder till stora översvämningar och förändringar av Dollart. På 1400-talet kom området först under olika ostfriesiska hövdingars välde och därefter under familjen Cirksenas herravälde. Fram till 1600 betraktades Rheiderland som ett eget land under den ostfriesiske grevens herravälde, men blev därefter en del av Ostfriesland. Under Napoleonkrigen tillhörde området först Kungariket Holland och därefter Frankrike. Efter Napoleon I:s nederlag blev området först en del av kungariket Hannover och därefter preussiskt. 
Efter andra världskriget framförde Nederländerna anspråk på Rheiderland, men detta avvisades av segrarmakterna. 
Rheiderland består i dag av kommunerna Bunde, Jemgum och Weener i distriktet Leer samt en del av staden Leer. 